# Fairfax (Oklahoma)
Fairfax é uma cidade  localizada no estado norte-americano de Oklahoma, no Condado de Osage.

## Demografia
Segundo o censo norte-americano de 2000, a sua população era de 1555 habitantes.
Em 2006, foi estimada uma população de 1494, um decréscimo de 61 (-3.9%).

## Geografia
De acordo com o United States Census Bureau tem uma área de
2,1 km², dos quais 2,1 km² cobertos por terra e 0,0 km² cobertos por água. Fairfax localiza-se a aproximadamente 281 m acima do nível do mar.

## Localidades na vizinhança
O diagrama seguinte representa as localidades num raio de 24 km ao redor de Fairfax.